# Parafia Najświętszego Serca Pana Jezusa w Roszkowie
Parafia Najświętszego Serca Pana Jezusa w Roszkowie – rzymskokatolicka parafia znajdująca się w Roszkowie. Parafia należy do dekanatu Tworków i diecezji opolskiej.
Do 1995 miejscowość należała do parafii w Krzyżanowicach. W 1884 poświęcono miejscową kaplicę. Pierwszy kapłanem został w 1986 ks. Ryszard Rikert, ale parafię powołano oficjalnie dopiero w 1995.